# Crosita bogutensis
Crosita bogutensis es un coleóptero de la familia Chrysomelidae, que se encuentra en Kazajistán.
Fue descrita científicamente en 1996 por Lopatin.